# Friedrich Pohl (Biologe)
Friedrich Pohl (* 1963) ist ein deutscher Biologe, Imker und Autor mehrerer Fachbücher zu Bienenkrankheiten und -haltung.

## Leben
Friedrich Pohl wurde 1963 geboren. Nach eigenen Angaben hält er seit seinem 14. Lebensjahr Bienen. Er studierte an der Ruhr-Universität Bochum und an der Reichsuniversität Groningen. 1998 promovierte er an der Forschungsstelle für Bienen der Universität Bremen mit der Schrift Multiple Krankheitserreger der Honigbiene Apis mellifera L. in Abhängigkeit von der Parasitierung durch die Milbe Varroa jacobsoni Oud. zum Doktor der Naturwissenschaften.
Beschäftigt ist er beim Veterinäramt in Bremen und dort verantwortlich für Bienenkrankheiten. Daneben hält er Vorträge und leitet Weiterbildungsveranstaltungen. Die von ihm veröffentlichten Bücher wurden in mehrere Sprachen übersetzt.

## Werke (Auswahl)
- Arbeitsweise in der modernen Imkerei, Ehrenwirth, 1990, ISBN 3-431-03083-1
- Die Faulbrut: vorbeugen, erkennen, bekämpfen, Ehrenwirth, 1999, ISBN 3-431-05001-8
- Bienenkrankheiten: Vorbeugung, Diagnose und Behandlung, Kosmos, 2005, ISBN 978-3-440-10407-1
- 1mal1 des Imkerns, Kosmos, 2009, ISBN 978-3-440-11710-1
- Moderne Imkerpraxis: Völkerpflege und Ablegerbildung, Kosmos, 2010, ISBN 978-3-440-12059-0
- Bienenkiste, Korb und Einfachbeuten. Kosmos 2013, ISBN 978-3-44013-273-9